# Atomosia rica
Atomosia rica är en tvåvingeart som beskrevs av Charles Howard Curran 1935. Atomosia rica ingår i släktet Atomosia och familjen rovflugor.
Artens utbredningsområde är Puerto Rico. Inga underarter finns listade i Catalogue of Life.